# Juan de Roelas
Juan de Roelas, Juan de Ruela ou Juan de las Roelas (vers 1570 en Flandre - 23 avril 1625, Olivares) était un peintre originaire de Flandre dont l'entière carrière documentée a eu lieu en Espagne, où il a joué un rôle majeur dans la transition de la peinture maniériste à la peinture baroque.

## Biographie
Les détails sur la vie de l'artiste sont rares et très confus. L'opinion reçue sur sa vie, y compris sa naissance à Séville, a été bouleversée en 2000 quand un chercheur espagnol a montré que les premiers biographes avaient confondu le peintre avec un chanoine carmélite contemporain du même nom, qui était originaire de Séville. Le point de vue actuel est que le peintre Juan de Roelas n'était pas originaire de Séville, mais qu'il était flamand.
En attendant de nouvelles découvertes permettant de clarifier la confusion des détails biographiques de l'artiste avec celle d'un moine espagnol et en l'absence d'autres preuves documentaires, il est difficile de déterminer les détails de sa vie.
On sait qu'en 1598 il a participé à Valladolid à la commémoration de la mort du roi Philippe II d'Espagne et qu'il a contribué à la conception du monument funéraire. Il est resté à Valladolid jusqu'à 1604, quand il a reçu un bénéfice ou une faveur du comte-duc d'Olivares. Dans le village d'Olivares, près de Séville, de Roelas fait plusieurs grands retables pour des églises situées à et dans les environs de Séville. On rapporte que par la suite il s'est installé à Madrid, où il a essayé d'obtenir une nomination en tant que peintre de la cour royale. Ayant échoué dans sa tentative, il est retourné à Olivares, où il mourut en 1625.

## Œuvre
Juan de Roelas est maintenant considéré comme un artiste central dans le développement de l'histoire de la peinture à Séville, en particulier dans les années qui précèdent l'apparition de Francisco de Zurbarán, Alonzo Cano, Francisco de Herrera le Vieux, Juan del Castillo (en), Bartolomé Esteban Murillo et Juan de Valdés Leal. Ces deux derniers artistes ont été influencés en particulier par de Roelas à la fois en termes d'iconographie et de composition, mais aussi sur le plan technique. Son influence a été fondamentale en particulier dans l'assimilation du naturalisme baroque qui a émergé pleinement avec Murillo et qui forme l'une des constantes de la peinture baroque de Séville.

## Œuvres

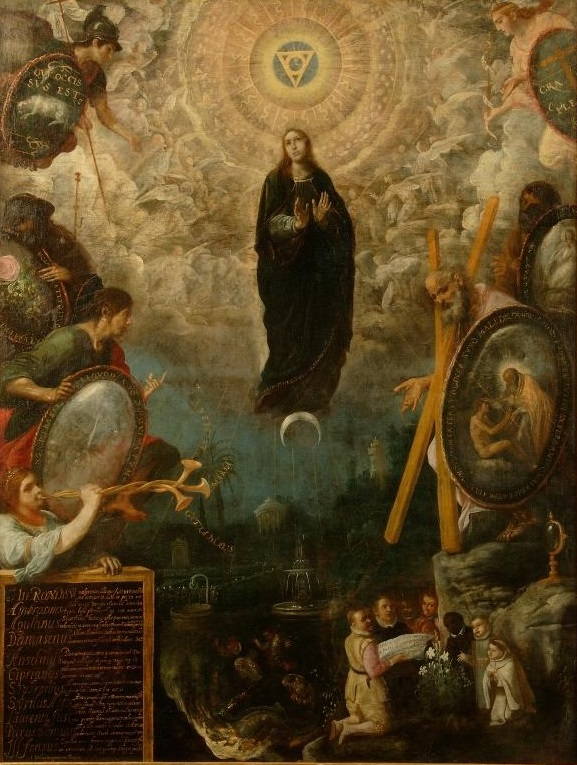
Allégorie de la Vierge Immaculée, musée national de la Sculpture, Valladolid, Espagne.

On voit à Séville ses œuvres majeures, dont l'Apothéose de S. Isidore, S. Jean-Baptiste, S. Jean l'Évangéliste, S. Ignace de Loyola, l'Assomption, etc. 
- Le Martyre de saint André, (1610-1615), musée des Beaux-Arts de Séville
- Jésus sur le chemin du Calvaire, musée des Beaux-Arts de Séville